# Forever Is Over
Forever Is Over è un brano musicale delle The Saturdays, primo singolo estratto dal loro secondo album Wordshaker e pubblicato il 4 ottobre 2009 in Regno Unito e Irlanda dall'etichetta discografica Fascination. Il brano è stato scritto da Louis Biancaniello, Sam Watters, Kahmarl Gordon e James Bourne e prodotto dagli stessi Biancaniello e Watters.

## Tracce e formati
- CD Single[1]

1. "Forever Is Over" (Radio Edit) - 3:24
2. "I Can't Wait" - 3:44

- Digital Single

1. "Forever Is Over" (Radio Edit) - 3:24
2. "Forever Is Over" (Buzz Junkies Remix Edit) - 7:04

- iTunes Single #1[2]

1. "Forever Is Over" (Radio Edit) - 3:24
2. "Forever Is Over" (Manhattan Clique Remix) - 6:14

- iTunes Single #2

1. "Forever Is Over" (Buzz Junkies Remix) - 7:04
2. "Forever Is Over" (Manhattan Clique Dub) - 5:25
3. "Forever Is Over" (Buzz Junkies Piano Dub) - 7:03

## Classifiche
| Classifica (2009)      | Posizione raggiunta |
| ---------------------- | ------------------- |
| Irish Singles Chart    | 9                   |
| Official Singles Chart | 2                   |